# رابی ترنر
رابی ترنر (انگلیسی: Robbie Turner؛ زادهٔ ۱۸ سپتامبر ۱۹۶۶) یک بازیکن فوتبال اهل بریتانیا است.
از باشگاه‌هایی که در آن بازی کرده‌است می‌توان به باشگاه فوتبال کاردیف سیتی، باشگاه فوتبال بریستول سیتی، باشگاه فوتبال شروزبری تاون، باشگاه فوتبال هال سیتی، باشگاه فوتبال اکستر سیتی، باشگاه فوتبال هارتل پول یونایتد، باشگاه فوتبال بریستول راورز، باشگاه فوتبال هادرزفیلد تاون، باشگاه فوتبال کمبریج یونایتد، باشگاه فوتبال نوتس کانتی، باشگاه فوتبال ویمبلدون و باشگاه فوتبال پلیموث آرگیل اشاره کرد.